# いいお産の日
いいお産の日（いいおさんのひ）は、いいお産の日実行委員会が1994年から実施している事業。「いいお産（1103）」の語呂合わせで、毎年11月3日。
産む立場の女性とそれをサポートする助産師が中心の活動である。

## 歴史
初回は、1994年、『REBORN（優しいお産をめざす出産情報紙）』の一周年記念イベントとして、河合蘭ときくちさかえ（マタニティコーディネーター）が、『REBORN』主催のイベントを企画。出産事情に詳しい戸田律子が11月3日を「いいお産の日」と呼ぶことを提唱し、「REBORN（優しいお産をめざす出産情報紙、現・優しいお産のネットワーク）」がイベントを主催した。全国15の自主グループが協力｡
イギリスからバースエデュケーターのシーラ・キッツィンガーを招き、「優しいお産の環境を考える」基調講演は、あたたかい感動で会場をひとつにした。
1995年、第二回「いいお産の日」開催。日本の出生率低下や幼児虐待などの社会問題を背景に、母親のニーズに焦点を当てシンポジウムを行う、医療者による本物さながらのお産劇「疑似分娩室」（その後の「ご安産一座」）、癒しの部屋などその後も続く企画が出そろう。自主グループのプレ・コンも関東、関西で開催。　参加グループは前回の3倍、当日の総動員数は1400名。自主グループによる会話を抜粋し、多くのメッセージを掲載したプログラムを作って配布した。これを最後に、REBORNは、主催の立場を「いいお産の日実行委員会」にバトンタッチした。
以来毎年11月に、妊娠・出産・育児について語り合うイベントが催されている。

## イベント
- 1994年、第1回テーマ「11月3日はいいお産の日」主催：REBORN
- 1995年、第2回テーマ「ようこそお産ワールドへ」主催：REBORN
- 1996年、第3回テーマ「生まれる」全国7箇所で開催。
- 1994年、第4回テーマ「こころとからだをはぐくむ」主催：「いいお産の日」実行委員会
- 1998年、第5回テーマ「こころの胎動、感じますか？」主催：「いいお産の日」実行委員会
- 1999年、第6回テーマ「見つめたい「今」」主催：「いいお産の日」実行委員会
- 2000年、第7回テーマ「Love&0（ラブ）」主催 : 「いいお産の日」実行委員会
- 2001年、第8回テーマ「赤ちゃんがやってくる」主催：「いいお産の日」実行委員会+「REBORN」
- 2002年、「いいお産の日」実行委員会から「いいお産の日」プロジェクトへと名称変更。
- 2003年、特定非営利活動法人「いいお産プロジェクト」設立。

## いいお産プロジェクト
いいお産プロジェクトは特定非営利活動法人である。設立は2003年9月22日。
プロジェクトの活動の一環である「いいお産プロジェクトネットワーク」には31都道府県、52の団体が参加（2005年3月現在）。2004年度の「いいお産の日」イベントは全国38か所で開催された。